# Мал мак Рохріде
Мал мак Рохріде (ірл. — Mal mac Rochride) — верховний король Ірландії. Роки правління: 100–104 рр. н. е. (за Джеффрі Кітінгом) або 106—110 рр. н. е. (за «Хроніками Чотирьох Майстрів»). Нащадок легендарного ірландського героя Коналла Кернаха (ірл. — Conall Cernach).

## Прихід до влади і правління
Мал мак Рохріде був королем північноірландського королівства Улад (Ульстер). Прийшов до влади в результаті того, що розпочав війну проти верховного короля Ірландії Туатала Техтмара будучи теоретично його васалом. Під час битви під Маг Ліне чи Дал Арайде (сучасне графство Антрім) вбив Туатала Техтмара і проголосив себе верховним королем Ірландії. Правив Ірландією протягом чотирьох років. Проти нього підняв повстання син Туатала Техтмара Федлімід Рехтмар (ірл. — Fedlimid Rechtmar), який у свою чергу вбив його і став сам верховним королем Ірландії.

## Родина
Син — Тіпрайті Тірех (ірл. — Tipraiti Tireach).